# Morlanne
Morlanne is een gemeente in het Franse departement Pyrénées-Atlantiques (regio Nouvelle-Aquitaine) en telt 539 inwoners (2008). De plaats maakt deel uit van het arrondissement Pau.

## Geografie
De oppervlakte van Morlanne bedraagt 13,0 km², de bevolkingsdichtheid is 41,5 inwoners per km².
De onderstaande kaart toont de ligging van Morlanne met de belangrijkste infrastructuur en aangrenzende gemeenten.

## Demografie
Onderstaande figuur toont het verloop van het inwonertal (bron: INSEE-tellingen).